# Aleksander (Tołstopiatow)
Aleksander, imię świeckie Anatolij Michajłowicz Tołstopiatow (ur. 23 października?/4 listopada 1878 w Moskwie, zm. 26 września 1945) – rosyjski biskup prawosławny.

## Życiorys
Pochodził z rodziny szlacheckiej, był synem profesora Uniwersytetu Moskiewskiego. W 1901 ukończył w Petersburgu konserwatorium, równolegle uczył się w Szkole Inżynierów Marynarki w Kronsztadzie, które także ukończył w 1901. W 1902 otrzymał stopień miczmana, w 1905 awansował na porucznika. Walczył w wojnie rosyjsko-japońskiej, został wzięty do niewoli. W 1911 ukończył Michajłowską Szkołę Artylerii w Moskwie i wykładał w Morskim Korpusie Kadetów oraz w gimnazjach petersburskich fizykę, mechanikę i wyższą matematykę, służył także na okrętach „Jakut”, „Pierieswiet”, „Diana” i „Piotr Wielki”. Do 1920 uzyskał stopień kapitana II rangi.
W 1920 ukończył studia w Instytucie Teologicznym przy Ławrze Aleksandra Newskiego i w tym samym roku przyjął święcenia kapłańskie. Przez jakiś czas był jeszcze wykładowcą fizyki w szkole kadry dowódczej marynarki, jednak już w 1921 prowadził już wyłącznie pracę duszpasterską w cerkwi Narodzenia Matki Bożej przy konserwatorium. 13 marca 1922 został aresztowany i oskarżony o czynne sprzeciwianie się akcji konfiskaty kosztowności cerkiewnych; w tym samym roku pod tym samym zarzutem aresztowany został metropolita piotrogrodzki i gdowski Beniamin i cała grupa innych duchownych i świeckich. W lipcu 1922 został skazany na trzy lata więzienia. Karę odbywał w więzieniu przy ul. Szpalernej w Petersburgu, został zwolniony przedterminowo w 1923. Po zwolnieniu złożył wieczyste śluby mnisze w Ławrze św. Aleksandra Newskiego, przyjmując imię mnisze Aleksander. Już w roku następnym został aresztowany po raz drugi, oskarżony o nakłanianie mnichów monasteru do niepłacenia czynszu i skazany na dwa lata łagru. Karę odbywał w obozie w dawnym Monasterze Sołowieckim. Zwolniony w czerwcu 1925, został zesłany do Niżnego Nowogrodu, gdzie zamieszkał w Pieczerskim Monasterze Wniebowstąpienia Pańskiego. W monasterze zajął się pisaniem tekstów teologicznych, które zostały mu odebrane i zniszczone w czasie kolejnego aresztowania. W 1927 został skazany na trzyletnią zsyłkę do Permu. W Permie miał możliwość prowadzenia działalności duszpasterskiej w cerkwi św. Mikołaja. W 1927 lub 1928 otrzymał godność archimandryty. W 1928 w Permie został oskarżony o prowadzenie agitacji antyradzieckiej i skazany na trzy lata łagrów. Karę odbywał przy budowie Kanału Białomorskiego. Po zwolnieniu w 1931 przyjechał do Moskwy, lecz już w tym samym roku został aresztowany powtórnie i przebywał w obozie do 1933.
Po odzyskaniu wolności, 21 sierpnia 1933 przyjął w Moskwie chirotonię biskupią z rąk zastępcy locum tenens Patriarchatu moskiewskiego, metropolity gorkowskiego Sergiusza, metropolity nowogrodzkiego Aleksego i innych hierarchów. Został skierowany do eparchii ałmackiej. Działalność duszpasterską prowadził do 1936, gdy został aresztowany po raz kolejny razem z duchownym służącym w cerkwi św. Mikołaja w Ałmaty, ks. Iwanem Mielnikowem. Oskarżony o systematyczną agitację antyradziecką i kierowanie grupą mnichów i duchownych prawosławnych o antypaństwowym nastawieniu, został ponownie skazany na karę łagru. Przebywał w nim do 1943, gdy został zwolniony z obozu i przewieziony do Moskwy na Sobór Biskupów Rosyjskiego Kościoła Prawosławnego. Było to możliwe dzięki zmianie polityki Stalina wobec Rosyjskiego Kościoła Prawosławnego wywołanej sytuacją wojenną.
W 1943 objął urząd biskupa mołotowskiego. Po dwóch latach został podniesiony do godności arcybiskupiej. W ciągu dwóch lat pracy duszpasterskiej w Mołotowie doprowadził do otwarcia 38 cerkwi, w tym soboru katedralnego. W 1945 brał udział w Soborze Lokalnym Rosyjskiego Kościoła Prawosławnego. Zmarł w tym samym roku i został pochowany w Mołotowie.
W 1991 całkowicie zrehabilitowany.